# Just a Kiss
Just a Kiss é um filme americano, de 2002, estrelado por Patrick Breen, Marley Shelton, Ron Eldard e Kyra Sedgwick.

## Sinopse
A vida de três casais nova-iorquinos sofrem incríveis reviravoltas, depois que dois deles, Rebecca (Marley Shelton) e Dag (Ron Eldard), vivem uma noite de amor proibida.
Mais traição, paixão, vingança e mortes sucedem-se ao desmascaramento dos dois, mas e se naquela noite não tivesse acontecido nada mais do que apenas um beijo.

## Elenco
- Marley Shelton ..... Rebecca
- Ron Eldard ..... Dag
- Patrick Breen ..... Peter
- Kyra Sedgwick ..... Halley
- Sarita Choudhury ..... Collen
- Taye Diggs ..... Andre
- Marisa Tomei ..... Paula
- Peter Dinklage ..... Dink